# Ipochus fasciatus
Ipochus fasciatus là một loài bọ cánh cứng trong họ Cerambycidae.